# 傑西塔·普特里·米安托羅
傑西塔·普特里·米安托羅（2002年5月1日—），印尼女子羽毛球運動員；她曾在2020年受邀加入印尼队，並為芝比儂羽毛球俱樂部旗下成員。2020年3月17日，世界青少年排名位列女双第23。

## 簡歷
2020年1月，傑西塔·普特里·米安托羅与搭档蘭妮·特里亞·馬亞薩里出战荷兰青年羽毛球国际赛，在女双决赛以2比0（21-10、21-10）横扫韩国强档的Kim Min-sol／Yoo A-yeon，夺得首个青年国际赛女双冠军 。

## 主要比賽成績
只列出曾進入準決賽的國際賽事成績：
| 年份   | 賽事                     | 公開賽級別 | 項目     | 拍檔                          | 成績 |
| ------ | ------------------------ | ---------- | -------- | ----------------------------- | ---- |
| 2021年 | 捷克羽毛球公開賽         | 國際系列賽 | 女子雙打 | 菲比·瓦倫西亞·德維賈揚蒂·加尼 | 亞軍 |
| 2022年 | 波恩羽毛球國際賽         | 未來系列賽 | 女子雙打 | 蘭妮·特里亞·馬亞薩里          | 亞軍 |
| 2023年 | 伊朗羽毛球國際挑戰賽     | 國際挑戰賽 | 女子雙打 | 费比·塞蒂安格鲁姆             | 冠軍 |
| 2023年 | 越南羽毛球國際挑戰賽     | 國際挑戰賽 | 女子雙打 | 费比·塞蒂安格鲁姆             | 亞軍 |
| 2023年 | 印尼羽毛球國際挑戰賽     | 國際挑戰賽 | 女子雙打 | 费比·塞蒂安格鲁姆             | 冠軍 |
| 2024年 | 高雄羽球大師賽           | 超級100賽  | 女子雙打 | 费比·塞蒂安格鲁姆             | 冠軍 |
| 2024年 | 印尼北干巴魯羽毛球大師賽 | 超級100賽  | 女子雙打 | 費比·塞蒂安格魯姆             | 冠軍 |
| 2024年 | 台北羽球公開賽           | 超級300賽  | 女子雙打 | 费比·塞蒂安格鲁姆             | 亞軍 |

| 2018-2026年 | 總決賽 | 超級1000賽 | 超級750賽 | 超級500賽 | 超級300賽 | 超級100賽 | 國際挑戰賽 | 國際系列賽 | 未來系列賽 | 其他 |